# Team Skeet
Team Skeet (marknadsfört som TeamSkeet)) är ett varumärke för pornografiska filmproduktioner från det Miami-baserade produktionsbolaget Paper Street Media (PSM). Det används som ett samlande namn för en stor del av bolagets olika nischer och filmserier inom framför allt "mainstreamporr". Teamskeet.com är också namnet på den betalsajt där prenumeranter kan få tillgång till PSM:s alla egna produktioner (fram till april 2022 knappt 8 000 filmer).
Team Skeet och PSM förknippas främst med "teen"-produktioner, vilket enligt branschens egen terminologi motsvarar filmer med unga kvinnor från 18 till 25-30 års ålder. PSM är mycket aktivt med att sprida kortversioner av sina videor via Team Skeet-kanaler på kommersiella videogemenskaper som XVideos. På XVideos hade Team Skeets fram till april 2022 12 000 uppladdade videor – korta utdrag ur längre betalvideor – setts drygt 15 miljarder gånger. Detta gjorde kanalen till XVideos mest sedda. Hos konkurrerande videogemenskapen Pornhub var samtidigt motsvarande siffror knappt 3 miljarder visningar och plats fem bland de mest sedda kanalerna. I slutet av 2010-talet hade Team Skeet-märkta produktioner gett PSM ett stort antal nomineringar vid de stora AVN- och XBiz-galorna.